# Theodric van Bernicia
Theodric was de vijfde koning van Bernicia van 572 tot 578 en zoon van de eerste koning Ida. Er is weinig bekend over het leven en de regering van Theodric. De Historia Britonum en de Annales Cambriae verschillen. Er bestaan meningsverschillen over de rangschikking en de regeringsjaren van de koningen tussen de dood van Ida (559) en het begin van de heerschappij van Æthelfrith (592/593).

## In de literatuur
Theodric zou dezelfde persoon zijn in het werk van de Welshe dichter Taliesin, onder de naam van Fflamddwyn. In het verhaal Gweith Argoed Llwyfain (Slag van Argoed Llwyfain) strijdt Owein samen met het leger van zijn vader Urien van Rheged tegen de mannen van Bernicia onder Fflamddwyn (vuurdief). In de slag die volgde werd Fflamddwyn gedood, waardoor Rheged tijdelijk werd bevrijd van de Anglische dreiging.